# Валайченай-5-Муслім
Грама Ніладхарі Валайченай-5-Муслім (№ 206B) — Грама Ніладхарі підрозділу ОС Центральний Коралай-Патту, округ Баттікалоа, Східна провінція, Шрі-Ланка.

## Демографія
| Населення (2007) | Населення (2007) | Населення (2007) | Населення (2007) | Населення (2007) |
| Населення        | Чоловіки         | Жінки            | Діти             | Дорослі          |
| ---------------- | ---------------- | ---------------- | ---------------- | ---------------- |
| 1983             | 1049             | 934              | 798              | 1185             |